# Loropéni (thị trấn)
Loropéni là một thị trấn ở miền nam Burkina Faso, nằm ở phía tây Gaoua. Các đặc trưng của địa phương này bao gồm các phế tích đá trước khi người châu Âu đặt chân tới đây mà người ta hiện biết rất ít về chúng. Một thuyết cho rằng chúng từng là nơi ở của nô lệ cho vua Lobi từ thời cổ đại. Các phế tích này đã được liệt kê trong danh sách di sản thế giới của UNESCO kể từ năm 2009.